# Tamagnini Nené
Tamagnini Manuel Gomes Batista, ismertebb nevén Nené (Leça da Palmeira, 1949. november 20. –) portugál válogatott labdarúgó.

## Pályafutása

### Klubcsapatban
A Leça da Palmeirában született Nené 1968-ban mutatkozott be a Benfica első csapatában, és egész pályafutásának végéig, csaknem húsz éven át volt meghatározó tagja a lisszaboni csapatnak. Közel 600 tétmérkőzésen viselte a klub mezét és 19 jelentős trófeát nyert, amivel csúcstartó a csapat történetében.
1971-ben Nené volt az év portugál labdarúgója, és 1972-ben is második helyezést ért el csapattársa, Eusébio mögött. Az európai kupákban 75 mérkőzésen huszonnyolc gólt ért el, és pályára lépett az 1982–1983-as UEFA-kupa sorozat döntőjében, ahol 2-1-re alulmaradtak a belga Anderlechttel szemben. Minden tétmérkőzést figyelembe véve 577 találkozón 361 gólt szerzett.

### A válogatottban
Nené 1971 április 21-én debütált a portugál válogatottban, amelynek színeiben 66 találkozón 22 gólt szerzett. Az 1984-es labdarúgó-Európa-bajnokságon a románok elleni utolsó csoportmérkőzésen az EB-k történetének addigi legidősebb gólszerzője lett, 34 évesen és 213 naposan. 24 évvel később Ivica Vastić döntötte meg a rekordját a 2008-as labdarúgó-Európa-bajnokságon.

## Sikerei, díjai

### Klub
Benfica
- Portugál bajnok: 1968–69, 1970–71, 1971–72, 1972–73, 1974–75, 1975–76, 1976–77, 1980–81, 1982–83, 1983–84[8]
- Portugál kupagyőztes (7):[9] 1969–70, 1971–72, 1979–80, 1980–81, 1982–83, 1984–85, 1985–86
- Portugál labdarúgó-szuperkupa:[9] 1980, 1985
- UEFA-kupa-döntős: 1982–83

### Egyéni
- A portugál bajnokság gólkirálya: 1980–81, 1983–84[10]
- Az év portugál labdarúgója: 1971